# Edward Fox
Edward Charles Morrice Fox (Chelsea, London, 1937. április 13.) többszörös BAFTA-díjas brit színpadi, televíziós és filmszínész. Híres filmszerepe volt a „Sakál”, a profi bérgyilkos, Fred Zinnemann 1973-as A Sakál napja c. politikai krimifilmjében, és VIII. Eduárd király az 1978-as Edward és Mrs. Simpson c. filmdrámában. Öccse James Fox színész, leánya Emilia Fox színésznő.

## Élete

### Származása, iskolái
London Chelsea negyedében született 1937-ben, angol színészcsaládban. Apja, Robert Fox színházi ügynökséget vezetett. Anyja, Angela Muriel Darita Worthington színésznő, írónő volt. Három fiuk közül Edward volt a legidősebb. Testvérei, az 1939-ben született James Fox is színész lett, legifjabb öccsük, Robert Fox pedig filmproducer. Edward unokaöccse, Laurence Fox szintén színész lett. Kiterjedt rokonsága a brit királyi családig nyúlt. Északnyugat-Londonban, a Harrow School-ban tanult. Először katona akart lenni, hadnagyi rangban a skóciai Coldstream gárdaezredben szolgált, később úgy döntött, mégis inkább színésznek áll.

### Színészi pályafutása
Először csak névtelen (a stáblistán sem szereplő) kis mellékszereplőként került a filmvászonra, nagy rendezők nagy játékfilmjeiben, a kor színészóriásainak árnyékában: a Tony Richardson által rendezett 1962-es A hosszútávfutó magányosságá-ban, Michael Redgrave és Tom Courtenay mögött, és Lindsay Anderson 1963-as Egy ember árá-ban, Richard Harris és Rachel Roberts mellett.
Az 1960-as évek végén, 1970-es évek elején komolyabb szerepekkel szerzett nevet magának. Szerepelt a Harold Pinter művéből készült A közvetítő-ben, és Guy Hamilton nagyszabású háborús filmjében, Az angliai csatá-ban. A „nagy áttörés” és a nemzetközi hírnév 1973-ban érkezett el, Fred Zinnemann A Sakál napja c. politikai krimijével, amely Frederick Forsyth hasonló című regényéből készült. Fox a címszereplőt alakította, a profi angol bérgyilkost, aki az OAS megbízásából merényletet tervez Charles de Gaulle francia államelnök életének kioltására. Hálás szerepet kapott két Richard Attenborough-filmben:  az 1977-ben bemutatott A híd túl messze van-ban a népszerű háborús hőst, Horrocks altábornagyot, a XXX. brit páncélos hadtest parancsnokát alakította, majd 1982-ben az Oscar-díjas Gandhi c. filmben a tüntető tömegbe lövető, kíméletlen Reginald „Rex” Dyer dandártábornokot.
Sikert aratott az Edward és Mrs. Simpson című, 1978-ban készült televíziós sorozatban, ahol VIII. Eduárd királyt formálta meg, oldalán a Wallis Simpsont alakító Cynthia Harris-szel. (E film az ifjú Hugh Frasernek is meghozta „nagy áttörést”, Anthony Eden miniszterelnök szerepével.)
Számos brit televíziós filmben és sorozatban is szerepelt, így pl. 1997-ben Körtánc az idő dallamára (Dance to the Music of Time) minisorozatban, az Agatha Christie-sorozatok és a Kisvárosi gyilkosságok néhány epizódjában. A 2000-es évektől egyre szívesebben vállalt el ismét kisebb mellékszerepeket. Úgy tekintenek rá, mint „igazi angol úriember”-karakterű színészre. Hűvös, visszafogott ábrázolásmódjával remekül mutatja be a brit felső társadalmi osztály, az „upper class” tagjainak viselkedés- és beszédstílusát.

### Magánélete
1958-ban feleségül vette Tracy Reed színésznőt, egy leányuk született (Lucy Arabella). 1961-ben elváltak, Edward Fox ezután Joanna David színésznővel élt együtt. Két gyermekük született, Emilia Fox és Freddie Fox, mindketten követték a családi hagyományt, színészmesterségre adva a fejüket.

Nagy alakítása, a „Sakál” címszerepében (1973)

## Fontosabb filmszerepei
- 1963 : Egy ember ára / This Sporting Life (névtelen csapos a bárban)
- 1967 : Tréfacsinálók / The Jokers (Sprague hadnagy)
- 1967 : Hosszú párbaj / The Long Duel (Mr Hardwicke)
- 1967 : Halálos hajsza / The Naked Runner (Ritchie Jackson)
- 1967 : I’ll Never Forget What’s’is name (Walter)
- 1968 : Bosszúállók (The Avengers) tévésorozat, My Wildest Dream c. epizód (Lord Teddy Chilcott)
- 1968 : Journey to Midnight (Sir Robert Sawyer)
- 1969 : Ó, az a csodálatos háború / Oh! What a Lovely War (Haig tábornagy segédtisztje)
- 1969 : Az angliai csata (Archie, vadászpilóta)
- 1970 : Az elátkozott őserdő / Skullduggery (Bruce Spofford)
- 1971 : A közvetítő / The Go-Between) (Lord Hugh Trimingham)
- 1973 : A Sakál napja / The Day of the Jackal (A „Sakál”)
- 1973 : Babaház / A Doll’s House, Ibsen Nóra c. regényéből (Krogstad)
- 1975 : Galilei élete / Galileo (a főinkvizítor)
- 1977 : Futás az életért / Soldaat van Oranje (Colonel Rafelli)
- 1977 : A híd túl messze van (Horrocks tábornok)
- 1977 : Párbajhősök (az Ezredes), rend. Ridley Scott
- 1977 : Nehéz idők / Hard times minisorozat Dickens regényéből (James Harthouse kapitány),
- 1977 : The Squeeze (Foreman)
- 1978 : A hosszú álom / The Big Sleep, R. Chandler regényéből (Joe Brody)
- 1978 : Navarone ágyúi 2. - Az új különítmény (Dusty Miller törzsőrmester)
- 1978 : The Cat and the Canary (Hendricks)
- 1980 : A kristálytükör meghasadt / The Mirror Crack’d (Craddock rendőrfelügyelő)
- 1981 : Fantom az éjszakában / Nighthawks (kommandós)
- 1982 : Gandhi (Dyer tábornok)
- 1983 : Soha ne mondd, hogy soha / Never Say Never Again, James Bond-sorozat („M”)
- 1983 : Az öltöztető / The Dresser (Oxenby)
- 1984 : A Bounty / The Bounty (Captain Greetham)
- 1985 : The Shooting Party (Lord Gilbert Hartlip)
- 1985 : Vadlibák 2: Rudolf Hess elrablása (Alex Faulkner)
- 1986 : Anasztázia / Anastasia (Dr. Hauser)
- 1986–89 : Shaka Zulu tévésorozat (Francis Farewell hadnagy)
- 1987 : Kockán nyert szerelem / Hazard of Hearts (Lord Harry Wrotham)
- 1989 : Visszatérés a Kwai folyóhoz / Return from the River Kwai (Benford őrnagy)
- 1991 : A Strauss-dinasztia / The Strauss Dynasty tévésorozat (Metternich kancellár)
- 1991 : Robin Hood (János herceg)
- 1991 : Ötös szövetség / The Crucifer of Blood, Sherlock Holmes-tévéfilm (Alistair Ross)
- 1994 : Lakoma éjfélkor / Feast at Midnight (Magnus papa, , kámeaszerep)
- 1994 : A titokzatos kereszt / Sherwood’s Travels (Donan)
- 1995 : Itália csókja / A Month by the Lake (Wilshaw őrnagy)
- 1996 : Gulliver utazásai (Limtoc tábornok)
- 1996 : Szeptember / September (Archie)
- 1997 : Lovagok háborúja / Prince Valiant (Artúr király)
- 1997 : Körtánc az idő dallamára tévésorozat (Giles bácsi)
- 1997 : Tiltott föld / Forbidden territory (Markham)
- 1998 : Lost in Space – Elveszve az űrben (üzletember)
- 2001 : A királynő titkosügynökei / All the Queen’s Men (Aitken)
- 2002 : Bunbury, avagy jó, ha szilárd az ember (Lane)
- 2002 : Foyle háborúja tévésorozat, A német asszony c. epizód (Summers rendőrbiztos)
- 2002 : Nicholas Nickleby (Sir Mulberry Hawk)
- 2004 : Nőies játékok / Stage Beauty (Sir Edward Hyde)
- 2004 : Agatha Christie: Poirot, tévésorozat, The Hollow c. epizód (Mr Gudgeon)
- 2005 : Lassie (Mr Hulton)
- 2007 : Twist Olivér minisorozat (Mr. Brownlow)
- 2010 : Agatha Christie: Marple tévésorozat, Királyok és kalandorok c. epizód, (Mr Caterham)
- 2011 : Kisvárosi gyilkosságok tévésorozat, Szövevényes titkok c. epizód (William Bingham)
- 2014 : Katherine of Alexandria (Constantinus Chlorus császár)
- 2015 : Az öltöztető / The Dresser tévéfilm (Thornton)
- 2017 : Tabu, tévésorozat (Horace Delaney)

## Díjai, kitüntetései
- 1971-ben a  Joseph Losey  által rendezett A közvetítő (The Go-Between) c. filmdrámában nyújtott Lord Hugh Trimingham-alakításáért elnyerte a legjobb férfi mellékszereplőnek járó BAFTA-díjat.
- 1977-ben, Richard Attenborough A híd túl messze van (A Bridge Too Far) c. háborús filmjében, Horrocks tábornok megformálásáért ugyanebben a kategóriában újabb BAFTA-díjat kapott.
- 2003-ban megkapta a Brit Birodalom Rendjének tiszti fokozatát, mellyel elismerték a brit színház és filmművészet érdekében kifejtett érdemeit.[8]